# Tobak
Tobak obsega več kot 70 rastlinskih vrst v rodu Nicotiana družine Solanaceae (razhudnikovke). V uporabi (kajenje, žvečenje in njuhanje) sta dve vrsti tobaka: navadni tobak (Nicotiana tabacum) in kmečki tobak (Nicotiana rustica). Vrsti se razlikujeta predvsem v velikosti listov (navadni tobak ima dosti večje liste od kmečkega) in v občutljivosti na podnebje (navadni tobak raste samo v subtropskih podnebjih, kmečki tobak pa raste v zmernem pasu po celotni Zemlji in izvira iz Mehike). Podobne pa so sestavine (alkaloidi iz družine nikotinov), ki nastajajo v koreninah in se nato transportirajo v liste. Zanimivo je tudi to, da koncentracija nikotina narašča, ko se rastlina bliža cvetenju in hitro pade med cvetenjem in razvojem semen. To lastnost je mogoče izkoristiti tako, da na rastlini trgamo cvetove in tako v listih obdržimo višjo koncentracijo nikotina. Poleg zgoraj omenjenih uporab tobaka ga uporabljajo tudi kot nadomestek za pesticide v biološki pridelavi hrane, nikotin je namreč učinkovit insekticid.
Francoski znanstvenik Jean Nicot je prvi iz tobaka izločil snov, ki se po njem imenuje nikotin. To je zelo močan strup, saj že 0,05 g nikotina lahko povzroči smrt pri človeku. Prvotno so smatrali, da zmerne količine kajenja blagodejno vplivajo na človekov organizem, kasneje pa so ugotovili, da je v tobačnem dimu še cela vrsta strupenih primesi, kot so ogljikov monoksid, cianidi, amonijak, piridin, žveplo in še vrsta drugih. Množično kajenje tobaka med prebivalstvom se je začelo širiti po krimski vojni, ko so postale cigarete dodatek vojaškega obroka. Danes se morajo voditi prave kampanje med prebivalstvom za odvajanje od kajenja tobaka zaradi hudih zdravstvenih posledic te navade in življenjskega sloga ljudi. 
Tobak je med najstarejšimi poživili, ki jih poznamo in gojimo. Južnoameriški Indijanci že od prazgodovine gojijo to rastlino iz družine razhudnikovk, ki uspeva samo v najbolj sončnih področjih sveta. Leta 1492, ko je Krištof Kolumb prišel v Ameriko k Indijancem, je tam našel zeleno rastlino tobakovec in jo pozneje prenesel v Evropo. Okoli leta 1560 pa je tobak začel svoj osvajalski pohod po Evropi. Danes je najbolj uporabljano poživilo na svetu.

## Etimologija
Španska beseda tabaco naj bi imela izvor v jeziku arawakan, posebno v jeziku taino iz Karibov. V tainu so zvitek tobačnih listov imenovali tabago (kot trdi Bartolome de Las Casas, 1552), vrsti pipe za inhaliranje tobačnega dima v obliki črke Y (po navedbah Ovida Oviedo), liste pa so imenovali Cohiba. 
Kakorkoli, podobne besede v španščini in italijanščini so bile pogosto uporabljane po letu 1410 za zdravilna zelišča, ki so izvirala iz arabske besede tabbaq, besede, ki izvira iz 9. stoletja, kot tudi imena mnogih drugih zelišč..

## Zgodovina tobaka

### Tobak v Ameriki
Tobak je bil v Ameriki v uporabi precej pred prihodom evropskih naseljencev, ki so ga ponesli v Evropo, kjer je postal široko popularen. V visokih odmerkih lahko tobak deluje halucinogeno, zaradi tega ga ameriški domorodci niso uporabljali le kot rekreativno drogo. Namesto tega so tobak pogosto konzumirali kot enteogen; uživali so ga šamani, vrači ali zdravilci.
Severovzhodna plemena so s seboj nosila večje količine tobaka kot plačilno sredstvo. Kadili so ga v pipah bodisi ob obrednih dogodkih ali ob potrditvi kupčije. Ob omenjenih priložnostih so kadili tobak ne glede na starost, tudi v otroštvu. Verjeli so, da je tobak darilo Stvarnika ter da lahko izdihan dim prenaša naše misli in molitve v nebesa. 
Poleg kajenja se je tobak uporabljal tudi kot zdravilo. Kot analgetik pri zobobolu, bolečinah v ušesih ter občasno tudi za vroče obkladke. Kajenje tobaka naj bi bilo, po mnenju puščavskih Indijancev, zdravilo za prehlad, posebno, če so bili tobaku primešani listi puščavske kadulje (Salvia Dorrii), korenina indijskega balzamovca (Impatiens glandulifera Royle) ali korenina rastline Leptotaenia multifida; dodatek slednje naj bi posebno dobro deloval proti astmi in tuberkolozi. Kot klistir so uživali nesušen tobak ali sok, ekstrahiran iz tobaka. Zgodnji misionarji so poročali o zamaknjenih stanjih, povzročenih s tobakom. Ko se je uporaba razširila med zahodnjaške kulture, je uporaba v verske in obredne namene upadla, čeprav je uporaba v religiozne namene še vedno pogosta med ameriškimi avtohtonimi prebivalci. Na območju severno-centralnih ZDA in Kanade ga Indijanci z molitvami darujejo Stvarniku. Pri tem uporabljajo obredne saune, pipe miru ter razne obredne lonce za kajenje tobaka. Pri duhovnih vprašanjih za indijanske starešine je tobak še vedno tradicionalno darilo. Zaradi religiozne in obredne narave Algonquianska plemena iz Kanade zavračajo tako rabo tobaka, kot je nepremišljeno in verižno kajenje, saj verjamejo, da zloraba rastline prinaša bolezen osebi, ki je rastlino zlorabila.

### Tobak v Evropi
Zgodovina tobaka in tobačnih izdelkov se je za Evropejce začela 12. oktobra 1492, ko se je Krištof Kolumb izkrcal na enem od Bahamskih otokov. Ob izkrcanju so ga pozdravili domačini in mu ob tem prinesli razna darila, med njimi tudi velike posušene liste neke takrat še neznane rastline. V ladijski dnevnik je zapisal, da srečuje moške in ženske, ki utrujenost preganjajo s kadilno cevjo, ki jo na enem koncu prižigajo, na drugem pa iz nje vdihujejo dim. Ime je rastlina dobila po Jeanu Nicotu, po čigar zaslugi je tobak osvojil Evropo. Nicot, francoski poslanik na portugalskem dvoru, je namreč poslal nekaj primerkov te rastline Katarini Medičejski, češ da gre za zelišče z veliko zdravilno močjo (herba panacea). Rastlino so pozneje imenovali po njem Herba nicotiana, njen glavni alkaloid pa nikotin. Novica o domnevni veliki zdravilni moči tobaka se je hitro razširila po vsej Evropi. Leta 1586 je Francis Drake prvi prinesel v angleško kraljestvo kajenje v obliki pipe in z njo osvojil angleško visoko družbo. Kmalu po hitri razširitvi tobaka širom Evrope so se začeli pojavljati in oglašati razni pisci, ki so nasprotovali hvali tobaka kot vsesplošnemu zdravilu in njegovi uporabi za omamljanje. Kljub velikemu številu nasprotnikov in uvedbi davka na tobak se je kajenje naprej hitro širilo. 
Do industrijske revolucije, ko so izumili stroj za izdelavo cigaret, tobak za javno zdravstvo ni pomenil težav. Z izumom stroja pa so bile dane osnove za masovno uporabo, ki ji danes lahko pripišemo smrt 500.000 evropskih državljanov letno. V 17. in 18. stoletju so se torej s pojavom cigaret bistveno spremenile kadilske navade ljudi. Prav cigareta je omogočila množično uživanje tobaka. Z razvojem tobačne industrije v 19. in 20. stoletju in z razvojem filmske industrije in marketinga je tobak dosegel najširše množice. Kajenje cigaret je najprej osvojilo moške, čez nekaj desetletij pa tudi ženske. 
Raziskave in ugotovitve o škodljivosti kajenja tobaka in tudi ukrepi v 19. in 20. stoletju za njegovo preprečevanje pogosto niso imeli opaznega vpliva na porabo tobaka. Tobačna industrija je še do pred kratkim prikrivala poročila, ki so dokazovala, da lahko tobak povzroči odvisnost in različne zdravstvene težave. Okrog leta 1970 je zdravniški konzilij odločil, da mora biti na vsaki škatli cigaret opozorilo o njihovi škodljivosti za zdravje.
Kajenje je na svetu vodilni vzrok prezgodnje smrti. Domnevno večina kadilcev s kajenjem nadaljuje zato, ker so zasvojeni z nikotinom v tobaku. Svetovna zdravstvena organizacija (SZO) ocenjuje, da je trenutno na svetu okoli 1,3 milijarde kadilcev, približno 5 milijonov ljudi po svetu vsako leto umre zaradi bolezni, povezanih s kajenjem. 31. maj je svetovni dan brez tobaka.

### Tobak v Osmanskem imperiju
Tobak je kot komercialni izdelek dosegel Osmanski imperij konec 16. stoletja. Do leta 1700, je že dosegel ozemlje današnje Turčije, nato se je razširil tudi na celotni Balkan in na Bližnji vzhod, kjer so ga pozdravili z enakim navdušenjem, kot dve stoletji pred tem kavo.
Ko se je tobak pojavil v Osmanskem kraljestvu, je pritegnil pozornost zdravnikov in postal pogosto predpisano zdravilo za mnoge bolezni. Čeprav so ga na začetku predpisovali kot zdravilo, so kasnejše raziskave pokazale, da kajenje povzroča vrtoglavico, utrujenost, otopelost čutov in slab zadah.
Leta 1682 je Abd al-Ghani al-Nabulssi, pravnik iz Damaska, razglasil: »Tobak je sedaj postal izredno popularen v vseh islamskih državah ... Ljudje vseh vrst so ga uporabljali in se mu predajali ... Videl sem celo otroka približno petih let, ki ga je užival.«
Leta 1750 je neki prebivalec Damaska opazil, da »na nabrežju reke Barada poseda več žensk kot moških. Jedle, pile kavo in kadile tobak so ravno tako, kot so to počeli moški.«

## Gojenje

### Setev
Semena tobaka raztresejo po površini prsti, kalitev nato sproži svetloba. V kolonialni Virginiji so gredice gnojili z lesnim pepelom in živalskim gnojem, pogosto z mletim konjskim gnojem. Gredice so nato pokrili z vejami, da so jih zaščitili pred zmrzaljo, in jih odstranili nekje sredi aprila naslednje leto.
V 19. stoletju je mlade rastline začela napadati vrsta letečega hrošča, Epitrix cucumeris ali Epitrix pubescens; leta 1876 je povzročila propad polovice pridelkov v ZDA. V naslednjih letih je bilo zato izvedeno mnogo poizkusov za kontrolo letečega hrošča. Leta 1880 so ugotovili, da nudi tanka tkanina boljšo zaščito napram dotedaj uporabljanim vejam. Ta način je prevladal do leta 1890.
Danes se v ZDA, tako kot v drugih državah, za gnojenje tobaka pogosto uporablja mineral apatit. Ker rastlina dobiva premalo dušika, pride do spremembe okusa. To in pa dodani aditivi in sladila daje ameriškemu tobaku in cigaretam drugačen okus. Vsekakor pa obstajajo mnenja, da ima tak tobak še dodatne škodljive učinke na zdravje, ki jih gre pripisati deležu apatita..

### Presajanje
Ko dosežejo rastline določeno višino, jih prenesejo na polje. Nekoč so to počeli ročno, tako da so s količem napravili luknjo in vanjo posadili sadiko tobaka. Tehnični dosežki tekom 19. in 20. stoletja so ta postopek avtomatizirali in danes stroj naredi luknjo, pognoji in posadi v eni potezi.

### Obiranje
Tobak obirajo na več načinov. Po najstarejši metodi odsekajo steblo, kasneje pa so začeli liste obirati. Listi se odpirajo od spodaj navzgor in tako gre vsaka rastlina čez več procesov obiranja, t. i. »pulling« oz. »topping« (vršičkanje), ki se nanaša na obiranje listov z rastline, s katere so predtem odstranili cvet. »Cropping«, »topping«, »pulling« in »priming« opisujejo način odstranjevanja zrelih listov tobaka. Liste nabirajo, ko se začno odpirati, in sicer od spodaj navzgor, kot se listi tudi odpirajo. Prva vrsta listov se imenuje »sand lugs«, ker so listi blizu zemlje in prekriti z zemljo in peskom. So najtežji, z njimi je najtežje delati. Njihova teža gre na račun velikosti in nabrane prsti. Tobačne liste so povezali v snope in jih v košarah prenašli do skladišč. Z industrijsko revolucijo so pri spravilu tobaka začeli uporabljati transportne vagončke, ki so avtomatsko trgali liste z rastlin in jih vezali v snopiče. Dandanes velika tobačna polja obdelujejo z eno samo napravo, čeprav so nekatera opravila (obiranje cvetov, trganje manjših listov) še vedno izključno ročno delo.
Nekateri kmetje še vedno uporabljajo kombajne za tobak s konjsko vprego, čeprav njihova raba ni ravno ekonomsko upravičena, sploh pri redkih in bolj prefinjenih vrstah tobaka. Današnje kombajne vlečejo traktorji, priključek za obiranje pa trga liste. Ti gredo do naslednjega priključka/naprave, ki liste poveže v balo v obliki kocke. Ti se nalagajo na prikolico, dokler kombajn ni poln, večji transportnik pa skrbi za dostavo do mesta uporabe. Redke vrste tobaka se po navadi sušijo kar na kmetijah, kjer je bil pridelan, večina pa gre takoj naprej v sušilnice.
Za sužnje, ki so opravljali obiranje tobaka, je bili to zelo naporno delo. Zaradi velikih listov so bili povsem prekriti s katranom. »Dobra stran« obiranja je bila, da so lahko delali brez nadležnih pikov insektov, kajti nikotin v tobaku deluje kot močan insekticid. Liste so obirali moški, povezovalci v snope, ki so sedeli na vozovi, pa so bile ženske in otroci. Kombajn je imel prostora za deset delavcev; osem za obiranje in povezovanje, nekdo, ki je zlagal snope v skladišni del kombajna, ter vodnik konja. Ker so na kombajn nalagali tobak z obeh strani, je bilo pomembno, da sta bili ekipi uravnoteženi, tako po količini nabranih listov, kot po teži delavcev, ki so na kombajnu povezovali tobak. V nasprotnem primeru bi se lahko kombajn prevrnil. Na kombajn so bili po navadi nameščeni tudi rezervoarji z vodo.

### Sušenje
Posekane rastline oziroma posmukane liste takoj po nabiranju prenesejo v skednje za sušenje tobaka. Način sušenja je odvisen od vrste tobaka, prav tako se razlikujejo kolibe za sušenje. Tobak, ki ga sušijo na zraku, obesijo v dobro prezračevane skednje, kjer se suši od štirih do osmih tednov. Na zraku sušen tobak vsebuje malo sladkorjev, kar daje dimu lahko sladko aromo, ter veliko nikotina. Iz te vrste tobaka pripravljajo cigare. Tobak, sušen nad ognjem, pa obesijo v velike skedenje, kjer kontinuirano vzdržujejo rahlo zadimljenost s kurjenjem ognja. Sušenje traja od treh dni do deset tednov, odvisno od vrste in postopka. Za kurjavo se uporabljajo trde vrste lesa. Nad ognjem sušen tobak vsebuje malo sladkorjev ter veliko nikotina in se uporablja kot tobak za pipe, žvečenje in snuf.
Na vročini sušen tobak pridobivajo tako, da liste obesijo na palice, ki visijo v skednju. V skedenj je napeljan dimnik iz zunanje peči. Tobak se tako suši na vročem zraku in ni izstavljen dimu. Tekom sušenja se temperatura postopno dviguje, samo sušenje pa traja približno en teden. Na ta način pripravljajo tobak za cigarete, ki vsebuje veliko sladkorjev ter visoko stopnjo nikotina.
Na soncu sušen tobak se suši nezaščiten na sončni pripeki. Ta metoda je pogosta v Turčiji, Grčiji in drugih sredozemskih državah za pripravo orientalskega tobaka. Tobak te vrste vsebuje malo sladkorjev in nikotina in se uporablja za izdelavo cigaret.
Tradicionalne ameriške sušilnice tobaka propadajo, saj se vedno bolj uporabljajo sušilni stroji, ki nudijo boljši izkoristek. Te naprave se pojavljajo tudi v manj razvitih državah pridelovalkah tobaka.
Sušenje in staranje vodi v počasno oksidacijo in razpad karotenoidov v tobačnih listih, kar daje tobaku vonj po senu, vrtnicah ali sadju in prispeva k aromi tobačnega dima. Škrob se tekom procesa pretvori v sladkor, ki glicira beljakovine, nadalje poteče oksidacija sladkorjev do končnih produktov glikacije; reakcija karamelizacije še dodatno doprinese h končni aromi tobaka. Prav ti končni produkti glikacije so najbolj toksični; njihovo uživanje povzroča aterosklerozo in raka.. Vsebnost končnih produktov glikacije je odvisna od metode sušenja tobaka. 
Proces sušenja se nadaljuje še približno en mesec s postopkom staranja tobaka. Nestaran ali nizkokakovosten tobak pogosto aromatizirajo s prej omenjenimi naravnimi spojinami in prav priprava teh arom in dišav za odišavljenje tobaka je danes večmilijonski posel kemične industrije.
Ko se tobak posuši, ga premestijo v skladišče, kjer počaka na predelavo. Če so bila pobrane cele rastline, potem liste potrgajo od stebel v procesu »slačenja«. Nato liste, ne glede na način obiranja, razvrstijo po velikosti. V kolonialnih časih so liste nato shranili v sode, pripravljene za transport. Kasneje so začeli liste povijati v rahle kupe, ki so jih prodajali na licitacijah. Dandanes se večino sušenega tobaka proda povitega v bale.

## Vrste

### Nad ognjem sušen aromatičen tobak
Aromatičen, nad ognjem sušen tobak se kot krepka vrsta tobaka uporablja kot osnova tobačnih mešanic za pipe. Suši se na dimu nad majhnim ognjem. V Združenih državah ga gojijo v Tennesseeju, Kentuckyju in Virginiji. Nad ognjem sušen tobak iz Kentuckyja in Tennesseeja se uporablja kot tobak za zvečenje, vlažen snuf in za nekatere cigarete. Ima bogat, rahlo cvetni okus, ki mešanici prida osnovo in aromo.
Druga nad ognjem sušena vrsta je Latakia, ki jo pridobivajo iz orientalskih sort N. tabacum. V Siriji in na Cipru tobačne liste sušijo in dimijo nad tlečim trdim lesom in aromatičnimi grmički. Latakia ima izrazit okus in razločno dimno aromo. Uporablja se za balkanske in angleške tobačne mešanice za pipe. 

### Svetlolistni tobak
Svetlolistni tobak je poznan pod imenom »tobak iz Virginije« ali »virginijski tobak«, ne glede na to, kje ga gojijo. Pred ameriško državljansko vojno je bila večina tobaka temnolistnega, sušenega nad ognjem. To vrsto so gojili v rodovitnih nižinah zaradi raznolikosti lista in so ga sušili bodisi nad ognjem bodisi na zraku.
Po državljanski vojni v Ameriki leta 1812 se je povečala potreba po blažjih, lažjih in bolj aromatičnih vrstah tobaka. Ohio, Pennsylvania in Maryland so vse hitro razvile malce bolj blage sorte tobaka in kmetje v teh državah so eksperimentirali z različnimi postopki sušenja, vendar pravega napredka do 1839 ni bilo.
Znano je bilo, da na peščeni gorski prsti uspevajo tanjše in šibkejše rastline. Kašita Abisha Slade iz Caswell Countyja v Severni Karolini je napravil dober posel, ko je napeščeno zemljo nasadil to »zlatolistno sorto«. Slade je imel sužnja Stephena, ki je okrog 1839 po naključju prvi pridobil pravi svetli tobak. Pridelek je posušil nad ogljem. Zaradi velike vročine so listi porumeneli. Slade je uporabil to odkritje in razvil sistem za proizvodnjo svetlolistnega tobaka z gojenjem na slabši zemlji ter vročinskim sušenjem z ogljem.
Slade je imel mnogo javnih nastopov, kjer je prikazoval pripravo svetlolistnega tobaka ostalim kmetom. S tem uspehom si je zgradil hišo v Severni Karolini in imel mnogo služničadi.
Novica se je hitro razširila in neplodna zemlja Apalačev je postala dobičkonosna. Ljudje so razvijali tehnike sušenja na vročini, ki so jo dovajali preko dimnika. Te so bile bolj napredne oblike drezdimnega sušenja. Odkrili so, da svetlolistni tobak potrebuje tanko, izčrpano plast zemlje in tisti, ki niso mogli gojiti česa drugega, so lahko pridelovali tobak. Predtem nerentabilne kmetije so dosegale 20- do 35-krat višje vrednosti kot pred spoznanjem. Do 1855 je šest držav pod vodenjem Virginije vladalo tobačnemu trgu.
Do začetka državljanske vojne se je v mestu Danville v Virginija razvila tržnica s svetlolistnim tobakom za okoliške predele Caswell Countyja in virginijskega Pittsylvania Countyja.
Danville je bil tudi glavna železniška baza za vojaške pohode na fronto. Vojaki so svetli tobak prinesli na bojišče, kjer so trgovali z drugimi zavezniškimi vojaki, katerim je bil okus zelo všeč. Po vojni so se vojaki vrnili domov in pridelovalcem svetlega tobaka se je odprl nacionalni trg za lokalni pridelek. Okrožji Caswell in Pittsylvania sta edini okrožji na Jugu, ki sta povečali stopnjo blaginje po vojni.
Večina kanadskih cigaret je narejenih iz čistega virginijskega tobaka.

### White burley
Leta 1865 je George Webb iz Brown Countyja v Ohiu posadil vrsto »red burley« in ugotovil, da je nekaj sadik izgledalo bledikasto, bolno. Kljub temu jih je presadil na polje, kjer so dozorele in obdržale svetlo barvo. Posušeni listi so imeli izrazito fino teksturo, zato ji je razstavil na tržnici v Cincinnatiju. Naslednje leto je nasadil 40 ha površin s svetlo sorto, ki je prinesla prvo mesto na dražbi. Na zraku sušeni listi so bili milejšega okusa in vpojnejši kot druge sorte. »White burley«, kot so ga kasneje poimenovali, je postal glavna sestavina tobaka za žvečenje, ameriške mešanice tobaka za pipe in ameriških cigaret. Pridevnik »white« (bel) se danes opušča, saj rdeča, temna, na zraku sušena vrsta že od sredine 19. stoletja ne obstaja več.

### Senčni tobak
Dejstvo, da sta severnoameriški zvezni državi Connecticut and Massachusetts pomembni proizvajalki tobaka, ni prav dobro znano. Že pred prihodom Evropejcev na to območje so prvotni naseljenci nabirali divji tobak, ki je rasel na bregovih reke Connecticut River. Danes je dolina te reke severno od Hartforda poznana kot "Tobačna dolina", kjer si lahko turisti ogledajo polja in lope za sušenje. Tobak, ki raste tukaj, je znan kot »senčni tobak« in se uporablja kot zunanji ovoj za nekatere vrste cigar.
Zgodnji naseljenci so v Connecticutu od Indijancev prevzeli navado kajenja tobaka v pipah ter pričeli rastlino gojiti v komercialne namene, čeprav so ga puritanci ozmerjali s »hudičevim plevelom«. Pridelava je bila v Connecticutu v 17. stoletju prepovedana, vendar se je v začetku 19. stoletja, ko je kajenje postalo popularno, tobačna industrija razvila v močno gospodarsko panogo, ki je zaposlovala kmete, delavce, lokalno mladino, Afroameričane in sezonske delavce.
Delovne razmere so bile grozne; garanje 13-letnih otrok, izkoriščanje sezonskih delavcev. Vsaka rastlina rodi samo 18 uporabnih listov, ki zahtevajo veliko mero posameznikove spretnosti med obiranjem. Med sušenjem pa tobak ne zahteva nobenega dela, čeprav temperatura kdaj pa kdaj preseže 38 °C.
Leta 1921 so v Connecticutu tobak pridelovali na 125 km². Povečano število kadilcev cigaret in upad števila kadilcev cigar je povzročilo zmanjšano potrebo po senčnem tobaku in doseglo minimum leta 1992, ko so tobak pridelovali na samo 8 km² površin. Od tedaj se popularnost cigar zopet povečuje in gojenje tobaka se je razširilo na 16 km². Vendar pa so leta 2006 obrali samo 4.2 km² senčnega tobaka. Tobak iz Connecticuta gojijo tudi v Ekvadorju, kjer je delovna sila mnogo cenejša, in tobačno industrijo je zajelo že več katastrof, na primer uničujoča nevihta leta 1929, epidemija rjave glive v letu 2000. Sedaj pa grozi propad panoge in zemljo postavlja na trg. Se pa v Connetticut Valleyju zopet uveljavlja manj zahtevna sorta širokolistnega tobaka, iz katerega pridobivajo izvrsten tobak maduro za ovijanje cigar kot tudi polnilo za tobačne mešanice.

### Perique
Verjetno najbolj aromatizirana sorta tobaka je perique, iz Saint James Parish. Že plemeni Choctaw in Chickasaw sta gojili sorte tobaka z izrazitimi okusi. Kmet Pierre Chenet naj bi prvi iz lokalnega tobaka proizvedel perique s postopkom fermentacije pod pritiskom.
Kot polnilo tobaka za pipe je perique uporabljan v mnogo mešanicah za pipe. Nekdaj so vlažen svež perique tudi žvečili, vendar se danes v ta namen ne uporablja več. Je tradicionalna vrsta za pipe in je precej popularen med kadilci pip. Po navadi se meša s čistim virginijskim tobakom, ki poudari začinjenost, moč in prefinjenost zmesi.

### Orientalski tobak
Orientalski tobak je na soncu sušena, močno aromatična sorta (Nicotiana tabacum) z majhnimi listi, ki uspeva v Turčiji, Grčiji, Bolgariji in Makedoniji. Pogosto mu pravijo tudi turški tobak, saj so bile te dežele nekdaj del Osmanskega imperija. Mnogo prvotnih cigaretnih znamk je bilo pripravljenih izključno iz orientalskega tobaka. Danes se uporablja pretežno za tobak za pipe in cigaretni tobak (tipična ameriška cigareta vsebuje mešanico virginijskega, orientalskega in burley tobaka).

### Dokha
Dokha je tobak iranskega izvora, pomešan z listi, lubjem in zelišči, za kajenje v posebnih arabskih pipah midwakh.

### Divji tobak
Divji tobak je avtohtona vrsta na jugozahodu Združenih držav, v Mehiki in delih Južne Amerike. Njegovo botanično ime je Nicotiana rustica.